# A vér kötelez (film, 2001)
A vér kötelez (eredeti cím: Domestic Disturbance) 2001-ben bemutatott amerikai lélektani thriller, Harold Becker rendezésében.
A film főszereplője John Travolta, Vince Vaughn, Teri Polo, Steve Buscemi és Matt O’Leary. Travolta színészi játékát a szintén 2001-es Kardhallal együtt Arany Málna díjra jelölték legrosszabb férfi főszereplő kategóriában.
A mozikban 2001. november 2-án debütáló thriller rosszul teljesített a jegypénztáraknál (bevételei a 70 millió dolláros költségvetést sem fedezték) és a kritikusok is negatívan fogadták.

## Cselekmény
A marylandi Southportban élő Susan Morrison (Teri Polo) nemrég vált el férjétől, az anyagi gondokkal küszködő hajóépítő Franktől (John Travolta). Susan újraházasodik, férje, Rick Barnes (Vince Vaughn) fiatalabb és tehetősebb Franknél. Susan és Frank gyermeke, a tizenkét éves Danny (Matt O’Leary) nem örül anyja új házasságának. Susan arra kéri Franket, engedje el a fiát Rickkel egy vitorlázásra, így segítve Dannynek jobban megismernie és elfogadnia új nevelőapját.
Az esküvő után Danny és Rick kapcsolata javulni kezd, de nemsokára Danny ismét megutálja nevelőapját (aki egy közös játék során durván kritizálja a fiút). A helyzetet súlyosbítja, hogy Susan gyermeket vár Ricktől. Danny szemtanúja lesz, ahogy Rick meggyilkol egy rejtélyes idegent, Ray Colemant (Steve Buscemi). Ray bejelentés nélkül jelent meg Rick esküvőjén, azt állítva magáról, hogy a férfi volt üzlettársa.
Danny beszámol a gyilkosságról apjának és a helyi rendőrségnek is. Rick azonban eltüntette a bizonyítékokat és befektetései miatt a helyi közösség megbecsült tagjává vált, míg Dannyt többször is hazugságokon és szabálysértéseken kapták már. Frank mégis hisz a fiának, mert Danny neki sosem hazudott.
Frank nyomozásba kezd és felfedezi Rick bűnözői múltját, mely veszélybe sodorhatja fia és volt felesége életét. Rájön, hogy Rick valódi neve Jack Parnell és a bíróság korábban felmentette, miközben partnereit, köztük Colemant is elítélték. Jack Frank életére tör és felgyújtja a csónakházát, de Frank kimenekül a lángok közül.
Susan a tűzesetről értesülve és Jack megégett karját látva rádöbben az igazságra. Dannyvel együtt menekülni próbál, de Jack leüti és túszul ejti a kisfiút. Frank a helyszínre érkezik és verekedésbe keveredik Jackkel – a megkötözött Danny egy biztosíték-szekrénynek löki nevelőapját, aki halálos áramütést kap. Susan épségben megússza az incidenst, de később kiderül, Jackkel közös gyermekével elvetélt.

## Szereplők
| Színész               | Szerep                   | Magyar hang    |
| --------------------- | ------------------------ | -------------- |
| John Travolta         | Frank Morrison           | Gergely Róbert |
| Vince Vaughn          | Rick Barnes/Jack Parnell | Kőszegi Ákos   |
| Teri Polo             | Susan Morrison Barnes    | Für Anikó      |
| Matt O’Leary          | Danny Morrison           | Gacsal Ádám    |
| Leland L. Jones       | Mark                     | Kapácsy Miklós |
| Steve Buscemi         | Ray Coleman              | Szerémi Zoltán |
| Ruben Santiago-Hudson | Edgar Stevens őrmester   | Megyeri János  |
| Chris Ellis           | Warren nyomozó           |                |
| Angelica Page         | Patty                    |                |

## A film készítése
A filmet az észak-karolinai Wilmingtonban forgatták. A forgatás idején Steve Buscemit egy kocsmai nézeteltérés során többször életveszélyesen megszúrták, miután két helyi férfi belekötött Buscemibe, Vince Vaughnba és a forgatókönyvíró Scott Rosenbergbe. A rendőrség a támadókat, valamint Vaughnt és Rosenberget is letartóztatta.

## Bemutató
A zártkörű premierre 2001. október 30-án került sor a Paramount Pictures stúdiójában, a film főszereplői mellett egyéb meghívott hírességek részvételével. A film amerikai mozibemutatója pár nappal később, november 2-án volt.
A magyarországi mozikban 2002. április 11-én mutatták be a filmet, az InterCom forgalmazásában.

## Fogadtatás

### Bevételi adatok
A vér kötelez a nyitó hétvégén 14 033 112 dolláros bevételt szerzett, ezzel a harmadik helyezést érve el (a Szörny Rt. és Az egyetlen után). Az Amerikai Egyesült Államokban összesen 45 246 095, míg a többi országban 9 003 199 dollárt termelt. 54 249 294 dolláros összbevételével a 75 millió dollárból készült film így anyagi bukás lett.

### Kritikai visszhang
A filmet rosszul fogadták a kritikusok: a Rotten Tomatoes weboldalon 100 kritika alapján 24%-on áll. A weboldal összegzése szerint A vér kötelez „jól összerakott, de rendkívül kiszámítható, átlagos thriller, mely talán jobban működne a televízió képernyőjén”. A Metacriticen 100-ból 29 pontot kapott (27 kritika alapján), mely „általánosan kedvezőtlen” értékelést jelent.
Roger Ebert filmkritikus négyből másfél csillagra értékelte a filmet.

### Díjak és jelölések
Matt O’Leary Young Artist Award-jelölést szerzett, legjobb fiatal férfi mellékszereplő kategóriában. Travoltát ugyanakkor A vér kötelez és a Kardhal (2001) című filmjeiért Arany Málnára jelölték, mint legrosszabb férfi főszereplőt.

## Fordítás
- Ez a szócikk részben vagy egészben  a   Domestic Disturbance című angol Wikipédia-szócikk fordításán alapul.  Az eredeti cikk szerkesztőit annak laptörténete sorolja fel. Ez a jelzés csupán a megfogalmazás eredetét és a szerzői jogokat jelzi, nem szolgál a cikkben szereplő információk forrásmegjelöléseként.